# Roubaix – Grand-Place
Roubaix – Grand-Place – stacja metra w Lille, położona na linii 2. Znajduje się w miejscowości Roubaix, w dzielnicy Anseele - Centre - Nations Unies - Crouy - Espérance. Stacja obsługuje główny plac miasta.
Została oficjalnie otwarta 18 sierpnia 1999. 